# Categoría Primera A 2021
Die Categoría Primera A 2021, nach dem Sponsor Liga BetPlay Dimayor genannt, war eine aus Apertura und Finalización bestehende Spielzeit der höchsten kolumbianischen Spielklasse im Fußball der Herren, die von der División Mayor del Fútbol Profesional Colombiano (DIMAYOR) ausgerichtet wurde. Die Apertura war die 92. und die Finalización ist die 93. Austragung der kolumbianischen Meisterschaft.
Die Saison begann am 16. Januar und endet planmäßig am 22. Dezember 2021. Meister der Apertura wurde Deportes Tolima und der Finalización Deportivo Cali.
Die Auf- bzw. Abstiegsregelung wurde aufgrund der verkürzten Saison 2020 ausgesetzt und auf das Ende der Apertura 2021 verschoben. Cúcuta Deportivo wurde am 25. November 2020 die Lizenz wegen Insolvenz entzogen, daher nehmen nur 19 statt üblicherweise 20 Teams an der Apertura teil. Bei der Finalización spielen wieder 20 Teams in der höchsten Spielklasse des Landes.

## Modus
Am 17. Dezember 2021 verabschiedete die Generalversammlung des Verbands Dimayor den Modus für die Saison 2021.
Die 19 Teams spielen in einer Ligaphase im Jeder-gegen-jeden-Turnier-Modus die Qualifikation für die Finalrunde. Die besten acht Teams spielen im K.-o.-Modus mit Hin- und Rückspiel den Meister aus. Die Partien der Finalrunde werden gelost, wobei die besten vier Teams der Liga gesetzt sind. Nach Abschluss der Apertura steigt ein Team ab und zwei Teams kommen aus der Categoría Primera B 2021 dazu, so dass an der Finalización wieder 20 Teams teilnehmen. Dort wird ebenfalls in einer Ligaphase und der Finalrunde unterteilt. Am Ende der Finalización steigen wie vor 2020 wieder zwei Teams ab.

## Teilnehmer
Die folgenden Vereine nahmen an der Spielzeit 2021 teil.
| Mannschaft | Stadt           | Departamento    | Stadion                 |
| --- | --------------- | --------------- | ----------------------- |
| Alianza Petrolera                                                                                               | Barrancabermeja | Santander       | Villa Zapata            |
| América de Cali                                                                                                 | Cali            | Valle del Cauca | Pascual Guerrero        |
| Atlético Bucaramanga                                                                                            | Bucaramanga     | Santander       | Alfonso López           |
| Atlético Huila                                                                                                  | Neiva           | Huila           | Plazas Alcid            |
| Atlético Nacional                                                                                               | Medellín        | Antioquia       | Atanasio Girardot       |
| Boyacá Chicó FC                                                                                                 | Tunja           | Boyacá          | La Independencia        |
| Deportes Quindío                                                                                                | Armenia         | Quindío         | Centenario de Armenia   |
| Deportes Tolima                                                                                                 | Ibagué          | Tolima          | Murillo Toro            |
| Deportivo Cali                                                                                                  | Cali/Palmira 1  | Valle del Cauca | Deportivo Cali          |
| Deportivo Pasto                                                                                                 | Pasto           | Nariño          | Departamental Libertad  |
| Deportivo Pereira                                                                                               | Pereira         | Risaralda       | Hernán Ramírez Villegas |
| Envigado FC | Envigado        | Antioquia       | Polideportivo Sur       |
| Independiente Medellín                                                                                          | Medellín        | Antioquia       | Atanasio Girardot       |
| Independiente Santa Fe                                                                                          | Bogotá          | Bogotá D.C.     | El Campín               |
| Jaguares de Córdoba                                                                                             | Montería        | Córdoba         | Jaraguay                |
| Junior | Barranquilla    | Atlántico       | Metropolitano           |
| La Equidad | Bogotá          | Bogotá D.C.     | Techo                   |
| Millonarios | Bogotá          | Bogotá D.C.     | El Campín               |
| Once Caldas | Manizales       | Caldas          | Palogrande              |
| Patriotas | Tunja           | Boyacá          | La Independencia        |
| Rionegro Águilas                                                                                                | Rionegro        | Antioquia       | Alberto Grisales        |
| 1 Deportivo Cali hat seinen Sitz in Cali, das Estadio Deportivo Cali liegt aber in der Nachbargemeinde Palmira. |                 |                 |                         |

## Apertura

### Ligaphase

#### Tabelle
| Pl.                       | Verein                     | Sp. | S  | U  | N  | Tore    | Diff. | Punkte |
| ------------------------- | -------------------------- | --- | -- | -- | -- | ------- | ----- | ------ |
| 1.                        | Atlético Nacional          | 18  | 10 | 4  | 4  | 037:150 | +22   | 34     |
| 2.                        | Independiente Santa Fe     | 18  | 9  | 6  | 3  | 025:140 | +11   | 33     |
| 3.                        | Millonarios FC             | 18  | 10 | 3  | 5  | 025:180 | +7    | 33     |
| 4.                        | Deportivo Cali             | 18  | 8  | 7  | 3  | 019:140 | +5    | 31     |
| 5.                        | Deportes Tolima            | 18  | 8  | 6  | 4  | 022:140 | +8    | 30     |
| 6.                        | La Equidad                 | 18  | 8  | 6  | 4  | 021:180 | +3    | 30     |
| 7.                        | Atlético Junior            | 18  | 8  | 5  | 5  | 021:130 | +8    | 29     |
| 8.                        | América de Cali (M)        | 18  | 7  | 8  | 3  | 019:120 | +7    | 29     |
| 9.                        | Independiente Medellín (P) | 18  | 6  | 8  | 4  | 017:150 | +2    | 26     |
| 10.                       | Jaguares de Córdoba        | 18  | 7  | 4  | 7  | 021:210 | ±0    | 25     |
| 11.                       | Atlético Bucaramanga       | 18  | 6  | 6  | 6  | 020:160 | +4    | 24     |
| 12.                       | Deportivo Pasto            | 18  | 4  | 11 | 3  | 019:200 | −1    | 23     |
| 13.                       | Boyacá Chicó FC            | 18  | 5  | 4  | 9  | 017:200 | −3    | 19     |
| 14.                       | Deportivo Pereira          | 18  | 4  | 6  | 8  | 016:240 | −8    | 18     |
| 15.                       | Once Caldas                | 18  | 3  | 8  | 7  | 020:230 | −3    | 17     |
| 16.                       | Envigado FC                | 18  | 3  | 8  | 7  | 015:230 | −8    | 17     |
| 17.                       | Patriotas Boyacá           | 18  | 5  | 2  | 11 | 017:310 | −14   | 17     |
| 18.                       | Rionegro Águilas           | 18  | 2  | 8  | 8  | 013:240 | −11   | 14     |
| 19.                       | Alianza Petrolera          | 18  | 0  | 6  | 12 | 010:390 | −29   | 06     |
| Stand: Ende der Ligaphase |                            |     |    |    |    |         |       |        |

| (M) | Meister 2020: América de Cali            |
| (P) | Pokalsieger 2020: Independiente Medellín |

## Finalrunde

### Turnierplan
|  | Viertelfinale     | Viertelfinale  | Viertelfinale |   |                 | Halbfinale | Halbfinale | Halbfinale |  |                 | Finale | Finale | Finale |
|  |                   |                |               |   |                 |            |            |            |  |                 |        |        |        |
|  | Deportes Tolima   | 3              | 0             |   |                 |            |            |            |  |                 |        |        |        |
|  | Deportivo Cali    | 0              | 2             |   |                 |            |            |            |  |                 |        |        |        |
|  | Deportivo Cali    | 0              | 2             |   | Deportes Tolima | 1          | 2          |            |  |                 |        |        |        |
|  |                   |                |               |   | Deportes Tolima | 1          | 2          |            |  |                 |        |        |        |
|  |                   | La Equidad     | 1             | 1 |                 |            |            |            |  |                 |        |        |        |
|  | La Equidad        | La Equidad     | 1             | 1 | 1               | 2          |            |            |  |                 |        |        |        |
|  | La Equidad        |                |               |   | 1               | 2          |            |            |  |                 |        |        |        |
|  | Atlético Nacional | 0              | 2             |   |                 |            |            |            |  |                 |        |        |        |
|  | Atlético Nacional | 0              | 2             |   |                 |            |            |            |  | Deportes Tolima | 1      | 2      |        |
|  |                   |                |               |   |                 |            |            |            |  | Deportes Tolima | 1      | 2      |        |
|  |                   | Millonarios FC | 1             | 1 |                 |            |            |            |  |                 |        |        |        |
|  | Junior            | Millonarios FC | 1             | 1 | 3               | 0          |            |            |  |                 |        |        |        |
|  | Junior            |                |               |   | 3               | 0          |            |            |  |                 |        |        |        |
|  | Santa Fe          | 1              | 0             |   |                 |            |            |            |  |                 |        |        |        |
|  | Santa Fe          | 1              | 0             |   | Junior          | 3          | 0          |            |  |                 |        |        |        |
|  |                   |                |               |   | Junior          | 3          | 0          |            |  |                 |        |        |        |
|  |                   | Millonarios FC | 2             | 2 |                 |            |            |            |  |                 |        |        |        |
|  | América de Cali   | Millonarios FC | 2             | 2 | 1               | 0          |            |            |  |                 |        |        |        |
|  | América de Cali   |                |               |   | 1               | 0          |            |            |  |                 |        |        |        |
|  | Millonarios FC    | 2              | 0             |   |                 |            |            |            |  |                 |        |        |        |

### Viertelfinale
|                 | Gesamt |                   | Hinspiel | Rückspiel |
| --------------- | ------ | ----------------- | -------- | --------- |
| La Equidad      | 3:2    | Atlético Nacional | 1:0      | 2:2       |
| Junior          | 3:1    | Santa Fe          | 3:1      | 0:0       |
| América de Cali | 1:2    | Millonarios FC    | 1:2      | 0:0       |
| Deportes Tolima | 3:2    | Deportivo Cali    | 3:0      | 0:2       |

### Halbfinale
|                 | Gesamt |                | Hinspiel | Rückspiel |
| --------------- | ------ | -------------- | -------- | --------- |
| Deportes Tolima | 3:2    | La Equidad     | 1:1      | 2:1       |
| Junior          | 3:4    | Millonarios FC | 3:2      | 0:2       |

### Finale
|                 | Gesamt |                | Hinspiel | Rückspiel |
| --------------- | ------ | -------------- | -------- | --------- |
| Deportes Tolima | 3:2    | Millonarios FC | 1:1      | 2:1       |

## Finalización

### Ligaphase

#### Tabelle
| Pl.                       | Verein                     | Sp. | S  | U  | N  | Tore    | Diff. | Punkte |
| ------------------------- | -------------------------- | --- | -- | -- | -- | ------- | ----- | ------ |
| 1.                        | Atlético Nacional          | 20  | 12 | 6  | 2  | 032:130 | +19   | 42     |
| 2.                        | Millonarios FC             | 20  | 11 | 3  | 6  | 036:230 | +13   | 36     |
| 3.                        | Deportes Tolima (M)        | 20  | 9  | 9  | 2  | 025:130 | +12   | 36     |
| 4.                        | Atlético Junior            | 20  | 8  | 9  | 3  | 025:210 | +4    | 33     |
| 5.                        | Deportivo Pereira          | 20  | 9  | 6  | 5  | 024:210 | +3    | 33     |
| 6.                        | Alianza Petrolera          | 20  | 8  | 7  | 5  | 027:180 | +9    | 31     |
| 7.                        | Deportivo Cali             | 20  | 8  | 7  | 5  | 027:210 | +6    | 31     |
| 8.                        | América de Cali            | 20  | 8  | 5  | 7  | 025:190 | +6    | 29     |
| 9.                        | Envigado FC                | 20  | 7  | 6  | 7  | 024:230 | +1    | 27     |
| 10.                       | Atlético Bucaramanga       | 20  | 7  | 6  | 7  | 026:290 | −3    | 27     |
| 11.                       | Jaguares de Córdoba        | 20  | 7  | 6  | 7  | 023:260 | −3    | 27     |
| 12.                       | Independiente Medellín (P) | 20  | 5  | 11 | 4  | 014:150 | −1    | 26     |
| 13.                       | Rionegro Águilas           | 20  | 7  | 4  | 9  | 024:250 | −1    | 25     |
| 14.                       | Independiente Santa Fe     | 20  | 6  | 7  | 7  | 021:220 | −1    | 25     |
| 15.                       | La Equidad                 | 20  | 6  | 7  | 7  | 020:210 | −1    | 25     |
| 16.                       | Deportes Quindío (N)       | 20  | 6  | 4  | 10 | 018:240 | −6    | 22     |
| 17.                       | Once Caldas                | 20  | 5  | 5  | 10 | 018:200 | −2    | 20     |
| 18.                       | Patriotas Boyacá           | 20  | 4  | 6  | 10 | 014:210 | −7    | 18     |
| 19.                       | Deportivo Pasto            | 20  | 4  | 4  | 12 | 013:280 | −15   | 16     |
| 20.                       | Atlético Huila (N)         | 20  | 2  | 4  | 14 | 023:350 | −12   | 10     |
| Stand: Ende der Ligaphase |                            |     |    |    |    |         |       |        |

| (M) | Meister Apertura 2021: Deportes Tolima       |
| (P) | Pokalsieger 2020: Independiente Medellín     |
| (N) | Aufsteiger: Atlético Huila, Deportes Quindío |

## Finalrunde

### Halbfinal-Phase

#### Gruppe A
| Pl. | Verein            | Sp. | S | U | N | Tore    | Diff. | Punkte |
| --- | ----------------- | --- | - | - | - | ------- | ----- | ------ |
| 1.  | Deportivo Cali    | 6   | 4 | 1 | 1 | 011:600 | +5    | 13     |
| 2.  | Atlético Junior   | 6   | 1 | 4 | 1 | 009:800 | +1    | 07     |
| 3.  | Atlético Nacional | 6   | 1 | 3 | 2 | 010:900 | +1    | 06     |
| 4.  | Deportivo Pereira | 6   | 1 | 2 | 3 | 006:130 | −7    | 05     |

#### Gruppe B
| Pl. | Verein            | Sp. | S | U | N | Tore    | Diff. | Punkte |
| --- | ----------------- | --- | - | - | - | ------- | ----- | ------ |
| 1.  | Deportes Tolima   | 6   | 3 | 3 | 0 | 011:500 | +6    | 12     |
| 2.  | Millonarios FC    | 6   | 3 | 2 | 1 | 009:500 | +4    | 11     |
| 3.  | América de Cali   | 6   | 2 | 0 | 4 | 006:900 | −3    | 06     |
| 4.  | Alianza Petrolera | 6   | 1 | 1 | 4 | 006:130 | −7    | 04     |

### Finale
|                | Gesamt |                 | Hinspiel | Rückspiel |
| -------------- | ------ | --------------- | -------- | --------- |
| Deportivo Cali | 3:2    | Deportes Tolima | 1:1      | 2:1       |